# فانيمكولم
فانيمكولم (بالإنجليزية: Vaniyamkulam)‏ هي منطقة سكنية تقع في الهند في ضاحية بلكاد.